# Ribautiana scalaris
Ribautiana scalaris är en insektsart som först beskrevs av Ribaut 1931.  Ribautiana scalaris ingår i släktet Ribautiana och familjen dvärgstritar. Enligt den svenska rödlistan är arten otillräckligt studerad i Sverige. Arten förekommer i Götaland. Artens livsmiljö är skogslandskap. Inga underarter finns listade i Catalogue of Life.